# Eualus berkeleyorum
Eualus berkeleyorum är en kräftdjursart som beskrevs av Butler 1971. Eualus berkeleyorum ingår i släktet Eualus och familjen Hippolytidae. Inga underarter finns listade i Catalogue of Life.